# Anja Lobenstein-Reichmann
Anja Lobenstein-Reichmann (* 9. August 1967) ist eine deutsche Germanistin und Linguistin.

## Leben
1998 wurde sie mit der Dissertation „Freiheit bei Martin Luther“ an der Ruprecht-Karls-Universität Heidelberg promoviert. Von 2000 bis 2002 war sie wissenschaftliche Mitarbeiterin am Institut für deutsche Sprache Mannheim und von 2002 bis 2008 wissenschaftliche Mitarbeiterin an der Universität Trier. 2007 habilitierte sie sich mit einer Studie zu Houston Stewart Chamberlain. 2011 folgte die Ernennung zur außerplanmäßigen Professorin für das Lehrgebiet Linguistik im Fachgebiet Sprachwissenschaft der Universität Heidelberg. Sie ist zudem Professorin an der Karls-Universität Prag.
Seit 2013 steht sie als Arbeitsstellenleiterin zusammen mit ihrem Ehemann Oskar Reichmann als akademischem Leiter dem Forschungsprojekt Frühneuhochdeutsches Wörterbuch an der Akademie der Wissenschaften zu Göttingen vor. Zudem ist Lobenstein-Reichmann Gründungsmitglied des Vereins Geschichte und Zukunft e.V.

## Schriften (Auszug)
Monographien
- Freiheit bei Martin Luther. Lexikographische Textanalyse als Methode historischer Semantik. de Gruyter, Berlin/New York 1998 (Dissertation).
- Houston Stewart Chamberlain – Zur textlichen Konstruktion einer Weltanschauung. Eine sprach-, diskurs- und ideologiegeschichtliche Analyse., Berlin/New York: de Gruyter, 2008 (Habilitation).
- Sprachliche Ausgrenzung im späten Mittelalter und der frühen Neuzeit., Berlin/New York: de Gruyter, 2013.
- Bearb. mit Oskar Reichmann: Frühneuhochdeutsches Wörterbuch. Bd. 7, Lieferung 2: grossprecher – handel. Spalten 513–1024, Berlin/New York: de Gruyter, 2004.
- Bearb. mit Oskar Reichmann: Frühneuhochdeutsches Wörterbuch. Bd. 9: l – maszeug. Berlin/New York: de Gruyter, 2012.

Herausgeberschaft
- zusammen mit Michael Fahlbusch, Ingo Haar, Julien Reitzenstein: Völkische Wissenschaften. Ursprünge, Ideologien und Nachwirkungen. Berlin/New York: de Gruyter, 2020.
- zusammen mit Jochen A. Bär, Jörg Riecke: Handbuch Sprache in der Geschichte. Berlin/New York: de Gruyter, 2019.
- zusammen mit Volker Harm, Gerhard Diehl: Wortwelten. Lexikographie, Historische Semantik und Kulturwissenschaft. Berlin/New York: de Gruyter, 2019.
- zusammen mit Oskar Reichmann: Frühneuhochdeutsch – Aufgaben und Probleme seiner linguistischen Beschreibung, Hildesheim/Zürich/New York: Olms, 2011.
- zusammen mit Oskar Reichmann: Neue historische Grammatiken. Zum Stand der Grammatikschreibung historischer Sprachstufen des Deutschen und anderer Sprachen, Tübingen: Niemeyer, 2003.
- zusammen mit Ulrich Goebel und Oskar Reichmann: Frühneuhochdeutsches Wörterbuch. Berlin/New York: de Gruyter.